# Čingischánovo mezinárodní letiště
Čingischánovo mezinárodní letiště (IATA: UBN, ICAO: ZMCK), označované také jako Nové mezinárodní letiště Ulánbátar, je hlavní letiště obsluhující Ulánbátar a jediné[zdroj⁠?!] mezinárodní letiště v Mongolsku. Otevřeno bylo 4. července 2021 a nahradilo Mezinárodní letiště Bujant Uchá.
Jedná se o největší letiště v zemi, které slouží jako uzel pro všechny hlavní mongolské letecké společnosti, a nachází se v údolí Khöshig v Sergelenu v provincii Töv, 52 km jižně od Ulánbátaru a 20 km jihozápadně od Zúnmodu. Letiště je s Ulánbátarem spojeno dálnicí a z různých míst města jezdí kyvadlová autobusová doprava. Z letiště létají přímé lety do vnitrostátních destinací a do různých mezinárodních destinací v Asii a Evropě.
V roce 2023 obsloužilo přibližně 1,7 milionu domácích a mezinárodních cestujících.

## Název
Nové letiště dostalo svůj současný název 2. července 2020, přičemž dosavadní Čingischánovo mezinárodní letiště se vrátilo k názvu Mezinárodní letiště Bujant Uchá z roku 2005.

## Historie
Původní hlavní letiště v Ulánbátaru, Mezinárodní letiště Bujant Uchá, založené v roce 1957, se nachází v těsné blízkosti dvou hor na jihu a východě, takže bylo možné využívat pouze jeden konec dráhy, který měl často problémy s povětrnostními podmínkami. Nové letiště bylo navrženo s kapacitou odbavení až 1100 cestujících za hodinu a tří milionů cestujících ročně, přičemž nákladní kapacita byla stanovena na 11 900 tun.
Jeho výstavbu z větší části financovalo Japonsko (JICA) prostřednictvím zvýhodněné půjčky (93 %), zbytek poskytl mongolský stát.

### Plánování
Počáteční plánování letiště proběhlo v roce 2006 za pomoci Japonska.
V květnu 2008 byla mezi mongolskou vládou a Japonskou bankou pro mezinárodní spolupráci podepsána smlouva o 40leté zvýhodněné půjčce ve výši 28,8 miliardy jenů (385 milionů USD) s úrokem 0,2 % na výstavbu nového mezinárodního letiště. Podle podmínek této půjčky musí být projekt realizován japonskými konzultanty a dodavateli, avšak materiály a zařízení, které dodavatelé použijí, mohou být až ze 70 % z jakékoli země. Mezi lety 2009 a 2011 vypracovaly společnosti Azusa Sekkei a Oriental Consultants Joint Venture projektovou a nabídkovou dokumentaci letiště. V roce 2011 bylo vyhlášeno výběrové řízení na výstavbu letiště, přičemž v technické soutěži uspěla společnost Mitsubishi-Chiyoda Joint Venture (MCJV). Důkladná revize ceny a jednání o smlouvě byly ukončeny 10. května 2013, kdy byla podepsána hlavní smlouva o výstavbě mezi MCJV a Mongolským úřadem pro civilní letectví.
Konečná výše půjčky od japonského státu na výstavbu letiště činí 65,6 miliardy jenů (600 milionů USD) s dobou splácení 40 let.

### Výstavba
Slavnostní zahájení výstavby se konalo 22. dubna 2012, kdy byla zahájena výstavba protipovodňového systému. Další probíhající práce zahrnovaly výstavbu elektrického vedení z Nalajchu.
Hlavní výstavba trvala od května 2013 do dubna 2020. Dne 13. září 2013 byla zahájena betonáž řídicí věže, 29. ledna 2014 byla dokončena výstavba elektrické rozvodny letiště a její připojení k mongolské elektrické síti.
V květnu 2016 byla zahájena výstavba šestipruhové, 30 km dlouhé dálnice do Ulánbátaru, která skončila v roce 2019.
I když byl původní termín otevření stanoven na prosinec 2016, většina stavby skončila až v roce 2017. Otevření letiště bylo opakovaně odkládáno na roky 2018, 2019, 2020 a 2021. Tato zpoždění souvisela s jednáními o smlouvách týkajících se provozu a vlastnictví letiště, výstavbou dálnice do Ulánbátaru a dopady pandemie covidu-19 v Mongolsku.
Provoz na letišti byl zahájen 4. července 2021 prvním letem do Tokia společnosti MIAT Mongolian Airlines na trase Ulánbátar–Narita–Ulánbátar s letadlem Boeing 737.

## Provoz
Čingischánovo mezinárodní letiště provozuje společnost Nové mezinárodní letiště Ulánbátar s. r. o. (mongolsky: Нью Улаанбаатар интернэйшнл эйрпорт ХХК), která je zodpovědná za provoz letiště do roku 2036. Jedná se o partnerství mezi dvěma společnostmi: Japan Airport Management LLC (vlastněnou společnostmi Mitsubishi Corporation, Narita International Airport Corporation, Japan Airport Terminal a JALUX), která vlastní 51 % společnosti, a společností Khushigiin Khundii Airport (mongolsky: Хөшигийн хөндийн нисэх онгоцны буудал ТӨХХК), financovanou mongolskou vládou, která vlastní 49% podíl. Společnost JALUX spravuje maloobchodní činnosti letiště.

## Letecké společnosti a destinace
(Aktualizováno 18. května 2024.)
| Letecká společnost    | Destinace   | Destinace                                                                       |
| --------------------- | ----------- | ------------------------------------------------------------------------------- |
| Aero K                | Jižní Korea | Čchongdžu                                                                       |
| Aero Mongolia         | Čína        | Chöch chot                                                                      |
| Aero Mongolia         | Japonsko    | Tokio-Narita                                                                    |
| Aero Mongolia         | Jižní Korea | Soul                                                                            |
| Aero Mongolia         | Mongolsko   | sezónně: Chanbumbat                                                             |
| Air Busan             | Jižní Korea | Pusan                                                                           |
| Air China             | Čína        | Chöch chot · Peking                                                             |
| Asiana Airlines       | Jižní Korea | Soul                                                                            |
| Hunnu Air             | Čína        | Hailar · Mandžuli · Peking-Ta-sing                                              |
| Hunnu Air             | Kazachstán  | Almaty                                                                          |
| Hunnu Air             | Mongolsko   | Mörön                                                                           |
| IrAreo                | Rusko       | Irkutsk · Ulan-Ude                                                              |
| Jeju Air              | Jižní Korea | Soul \| sezónně: Pusan                                                          |
| Korean Air            | Jižní Korea | Soul                                                                            |
| KrasAvia              | Rusko       | Krasnojarsk                                                                     |
| MIAT Mongolian Airway | Čína        | Kanton · Peking                                                                 |
| MIAT Mongolian Airway | Hongkong    | Hongkong                                                                        |
| MIAT Mongolian Airway | Japonsko    | Tokio-Narita \| sezónně: Ósaka                                                  |
| MIAT Mongolian Airway | Jižní Korea | Soul · Pusan                                                                    |
| MIAT Mongolian Airway | Mongolsko   | Altaj · Bajanchongor · Dalanzadgad · Chovd · Mörön · Ölgij · Ulángom · Uliastaj |
| MIAT Mongolian Airway | Německo     | Frankfurt                                                                       |
| MIAT Mongolian Airway | Thajsko     | Sezónně: Bangkok · Phuket                                                       |
| MIAT Mongolian Airway | Turecko     | Istanbul                                                                        |
| Turkish Airlines      | Turecko     | Istanbul                                                                        |
| Tway Air              | Jižní Korea | Sezónně: Soul                                                                   |
| Yakutia Airlines      | Rusko       | Sezónně: Jakutsk                                                                |

## Popis letiště
Letiště má rozlohu 104 200 m2 a jednu vzletovou a přistávací dráhu o délce 3600 metrů a šířce 45 metrů. Dále má 3339 metrů dlouhou (23 metrů širokou) paralelní pojížděcí dráhu, dvě rychlé pojížděcí dráhy a tři opouštěcí pojížděcí dráhy.

### Osobní
Osobní terminály letiště mají rozlohu 25 300 m2, přičemž příletová hala se nachází v přízemím a odletová hala ve druhém patře.

### Náklad
Nákladní terminál má rozlohu 3750 m2 a jeho roční kapacita činí 11 900 tun nákladu. Obsahuje také oddělená zařízení pro dovoz/vývoz nebezpečného, cenného a chlazeného zboží.

### Pozemní provoz
Letiště je s Ulánbátarem spojeno dálnicí a od centra města je vzdáleno přibližně 50 km. K dopravě slouží kyvadlová autobusová doprava, taxíky a soukromá vozidla.